# Sisymbrella dentata
Sisymbrella dentata là một loài thực vật có hoa trong họ Cải. Loài này được (L.) O.E.Schulz miêu tả khoa học đầu tiên năm 1924.